# Jezioro Wolsztyńskie
Jezioro Wolsztyńskie (niem. Wollsteiner See) – jezioro w woj. wielkopolskim, w powiecie wolsztyńskim, w gminie Wolsztyn, leżące na terenie Równiny Nowotomyskiej.

## Charakterystyka
Jest to jezioro przepływowe leżące w północnej części Wolsztyna. Przez Jezioro przepływa rzeka Dojca (dopływ Obry). Na jeziorze istnieje Wyspa Tumidaj o powierzchni około 1,3 ha. Przy jeziorze znajdują się obszary chronione pod względem przyrodniczym: Bagno Chorzemińskie, Rozlewiska Dojcy. Nad brzegiem zlokalizowano Skansen Budownictwa Ludowego Zachodniej Wielkopolski.

## Dane morfometryczne
Powierzchnia zwierciadła wody według różnych źródeł wynosi od 116,0 ha do 124,2 ha.
Zwierciadło wody położone jest na wysokości 59,2 m n.p.m. lub 59,4 m n.p.m. Średnia głębokość jeziora wynosi 2,0 m, natomiast głębokość maksymalna 4,2 m. Powierzchnia zlewni całkowitej 193,5 km².
W oparciu o badania przeprowadzone w 2003 roku wody jeziora zaliczono do III klasy czystości i III kategorii podatności na degradację.